# کلیو، استرالیای جنوبی
کلیو (به انگلیسی: Cleve) یک شهرک در استرالیا است که در استرالیای جنوبی واقع شده‌است.